# جوش هال (لاعب كرة قدم أسترالية)
جوش هال (بالإنجليزية: Josh Hall)‏ هو منافس ألعاب قوى أسترالي، ولد في 3 أبريل 1990 في تاونسفيل في أستراليا.

## وصلات خارجية
- جوش هال على موقع الاتحاد الدولي لألعاب القوى (الإنجليزية)
- جوش هال على موقع النتائج التاريخية لألعاب القوى الأسترالية (الإنجليزية)
- جوش هال على موقع AustralianFootball.com (الإنجليزية)
- جوش هال على موقع AFLtables.com (الإنجليزية)